# راجا نواته
راجا نواته (هندی: राजा नवाथे؛ ۱۴ اکتبر ۱۹۲۴) کارگردان فیلم و تهیه‌کننده فیلم اهل هند بود. وی بین سال‌های ۱۹۴۸ تا ۱۹۷۳ میلادی فعالیت می‌کرد.

## فیلم‌شناسی
- آه (۱۹۵۳)
- Basant Bahar (۱۹۵۶)
- Sohni Mahiwal (۱۹۵۸)
- گمنام[۴] (۱۹۶۵)
- Patthar ke Sanam (۱۹۶۷)
- Bhai-Bhai[۵] (۱۹۷۰)
- Manchali[۵](۱۹۷۳)